# Mistrzostwa Oceanii U-17 w piłce nożnej
Mistrzostwa Oceanii do lat 17 w piłce nożnej (ang. OFC U-17 Championship) – rozgrywki piłkarskie w Oceanii organizowane co dwa lata przez OFC (ang. Oceania Football Confederation) dla zrzeszonych reprezentacji krajowych do lat 17. Pełnią funkcję kwalifikacji do mistrzostw świata U–17 – do światowego czempionatu awansuje tylko najlepszy zespół danej edycji turnieju Oceanii. Do tej pory Mistrzostwa U-17 wygrywały dwie drużyny - Australia i Nowa Zelandia.

## Historia
Zapoczątkowany został w 1983 roku przez OFC jako Mistrzostwa Oceanii do lat 17 w piłce nożnej. W turnieju uczestniczyły reprezentacje Australii, Fidżi, Nowej Kaledonii, Nowej Zelandii, Tahiti i Tajwanu. Rozgrywki zostały rozegrane na stadionach Nowej Zelandii. 6 drużyn systemem kołowym rozegrały miejsca na podium. Pierwszy turniej wygrała reprezentacja Australii.
Turniej organizowany jest do lat 17, z wyjątkiem 2018 w którym był do lat 16. W każdej edycji liczba uczestników zmieniała się. W 1983, 1986 i 1988 roku w mistrzostwach uczestniczyła nawet reprezentacja Tajwanu. Łącznie do 2005 w mistrzostwach uczestniczyła reprezentacja Australii, która potem przeniosła się do AFC. Jeżeli w turnieju uczestniczy 5 lub więcej drużyn, to najpierw dzielono ich na dwie grupy, a potem drużyny z pierwszych miejsc walczyły o tytuł mistrza, a drużyny z drugich miejsc grali mecz o 3 miejsce lub systemem pucharowym czwórka najlepszych wyłoniła mistrza. Od 1983 OFC w finałach mistrzostw świata U-17 reprezentuje tylko jeden zespół.

## Finały
Format U-17
| 1983 Szczegóły | Nowa Zelandia                | Australia     | format ligowy         | Nowa Zelandia  | Tajwan                          | format ligowy                   | Nowa Kaledonia                  | 4  |
| 1986 Szczegóły | Tajwan                       | Australia     | format ligowy         | Nowa Zelandia  | Tajwan                          | format ligowy                   | Papua-Nowa Gwinea               | 5  |
| 1989 Szczegóły | Australia                    | Australia     | format ligowy         | Nowa Zelandia  | Tajwan                          | format ligowy                   | Fidżi                           | 5  |
| 1991 Szczegóły | Nowa Zelandia                | Australia     | format ligowy         | Nowa Zelandia  | Fidżi                           |                                 |                                 | 3  |
| 1993 Szczegóły | Nowa Zelandia                | Australia     | 3 : 0                 | Wyspy Salomona | mecz o 3 miejsce nie rozgrywano | mecz o 3 miejsce nie rozgrywano | mecz o 3 miejsce nie rozgrywano | 6  |
| 1995 Szczegóły | Vanuatu                      | Australia     | 1 : 0                 | Nowa Zelandia  | Vanuatu                         | 3 : 0                           | Wyspy Salomona                  | 5  |
| 1997 Szczegóły | Nowa Zelandia                | Nowa Zelandia | 1 : 0                 | Australia      | Wyspy Salomona                  | 3 : 0                           | Fidżi                           | 8  |
| 1999 Szczegóły | Fidżi                        | Australia     | 5 : 0                 | Fidżi          | Wyspy Salomona                  |                                 | Nowa Kaledonia                  | 11 |
| 2001 Szczegóły | Samoa Vanuatu                | Australia     | 3 : 0 6 : 0           | Nowa Zelandia  | mecz o 3 miejsce nie rozgrywano | mecz o 3 miejsce nie rozgrywano | mecz o 3 miejsce nie rozgrywano | 10 |
| 2003 Szczegóły | Samoa Amerykańskie Australia | Australia     | 3 : 1 4 : 0           | Nowa Kaledonia | mecz o 3 miejsce nie rozgrywano | mecz o 3 miejsce nie rozgrywano | mecz o 3 miejsce nie rozgrywano | 11 |
| 2005 Szczegóły | Nowa Kaledonia               | Australia     | 1 : 0                 | Vanuatu        | Wyspy Salomona                  | 3 : 1                           | Nowa Kaledonia                  | 9  |
| 2007 Szczegóły | Tahiti                       | Nowa Zelandia | format ligowy         | Tahiti         | Fidżi                           | format ligowy                   | Nowa Kaledonia                  | 4  |
| 2009 Szczegóły | Nowa Zelandia                | Nowa Zelandia | format ligowy         | Tahiti         | Nowa Kaledonia                  | format ligowy                   | Vanuatu                         | 4  |
| 2011 Szczegóły | Nowa Zelandia                | Nowa Zelandia | 2 : 0                 | Tahiti         | Wyspy Salomona                  | 2 : 0                           | Vanuatu                         | 10 |
| 2013 Szczegóły | Vanuatu                      | Nowa Zelandia | format ligowy         | Nowa Kaledonia | Vanuatu                         | format ligowy                   | Fidżi                           | 6  |
| 2015 Szczegóły | Samoa Amerykańskie           | Nowa Zelandia | 1 – 1 (5-4 w karnych) | Tahiti         | Vanuatu                         | 6 – 0                           | Nowa Kaledonia                  | 11 |
| 2017 Szczegóły | Tahiti                       | Nowa Zelandia | 7 – 0                 | Nowa Kaledonia | mecz o 3 miejsce nie rozgrywano | mecz o 3 miejsce nie rozgrywano | mecz o 3 miejsce nie rozgrywano | 8  |
| 2023 Szczegóły | Fidżi                        | Nowa Zelandia | 1 – 0                 | Nowa Kaledonia | Tahiti                          | 3 – 0                           | Fidżi                           | 9  |

Format U-16
| 2018 Szczegóły | Wyspy Salomona | Nowa Zelandia | 0 – 0 (5-4 w karnych) | Wyspy Salomona | Tahiti | 2 – 1 | Fidżi | 8 |
| 2024 Szczegóły | Tahiti         |               |                       |                |        |       |       | 8 |

## Statystyki
| Lp. | Drużyna        | Mistrz | Wicemistrz | Lata triumfów                                                |
| --- | -------------- | ------ | ---------- | ------------------------------------------------------------ |
| 1.  | Australia      | 10     | 1          | 1983, 1986, 1989*, 1991, 1993, 1995, 1999, 2001, 2003*, 2005 |
| 2.  | Nowa Zelandia  | 9      | 6          | 1997*, 2007*, 2009*, 2011, 2013, 2015, 2017, 2018, 2023      |
| 3.  | Tahiti         | 0      | 4          |                                                              |
| 3.  | Nowa Kaledonia | 0      | 4          |                                                              |
| 5.  | Wyspy Salomona | 0      | 2          |                                                              |
| 6.  | Fidżi          | 0      | 1          |                                                              |
| 6.  | Vanuatu        | 0      | 1          |                                                              |

* = jako gospodarz.